# Etnografía de Indonesia
La etnografía de Indonesia o antropología de Indonesia es el estudio de los componentes etnográficos o antropológicos de la población indonesia. Sus componentes culturales son objeto de la antropología cultural, y los físicos de la antropología física.
Los indígenas de Indonesia tienen un origen predominantemente malayo. Los grupos étnicos más diferenciados son los javaneses y los sondaneses —que viven, sobre todo, en Java y Madura—, los balineses, en la isla de Bali, y los bataks en Atjehnese, en Sumatra. Otros grupos minoritarios distribuidos por las islas son una veintena de etnias malayas, varios millones de chinos y otros habitantes de origen asiático. El número de holandeses, que se estimaba en torno a 60.000 a finales de la década de 1950, ha descendido a menos de 10 000.

Grupos étnicos en Indonesia

## Etnias
Hay 1.340 grupos étnicos reconocidos en Indonesia. La gran mayoría de ellos pertenecen a los pueblos austronesios.
Según la clasificación étnica, el grupo étnico más grande de Indonesia son los javaneses, que representan alrededor del 40% de la población total. Los javaneses se concentran en la isla de Java, particularmente en las partes central y oriental. Los sondaneses son el siguiente grupo más grande; su tierra natal se encuentra en la parte occidental de la isla de Java y el extremo sur de Sumatra. El estrecho de Sunda lleva su nombre. Los malayos, batak, madureses, batavi, minangkabau y bugis son los siguientes grupos más grandes del país.
Muchos grupos étnicos, particularmente en Kalimantan y Papúa, tienen solo cientos de miembros. La mayoría de los idiomas locales pertenecen a la familia de idiomas austronesios, aunque un número significativo de personas, particularmente en el este de Indonesia, hablan idiomas papúes no relacionados. Los indonesios chinos representan un poco menos del 1% de la población total de Indonesia según el censo de 2000. Algunos de estos indonesios de ascendencia china hablan varios idiomas chinos, sobre todo min del sur y hakka.
La clasificación de grupos étnicos en Indonesia no es rígida y, en algunos casos, poco clara debido a las migraciones, las influencias culturales y lingüísticas; por ejemplo, algunos pueden considerar que los banteneses son miembros del pueblo sundanés; sin embargo, otros argumentan que son grupos étnicos completamente diferentes ya que tienen sus propios dialectos distintos. Este es también el caso del pueblo badui, que comparte muchas similitudes culturales con el pueblo sundanés. Un ejemplo de etnicidad híbrida es el pueblo batavi, descendiente no solo de matrimonios entre diferentes pueblos nativos de Indonesia, sino también de matrimonios mixtos con inmigrantes árabes, chinos e indios desde la era colonial de Batavia (actual Yakarta).

## Etnias de más de un millón de miembros
| Grupo étnico              | Población (millones) | Porcentaje | Regiones principales |
| ------------------------- | -------------------- | ---------- | --- |
| Javaneses                 | 95.217               | 40.06      | Provincia de Bengkulu, Provincia de Java Oriental, Provincia de Borneo Oriental, Provincia de Java Central, Provincia de Jambi, Provincia de Lampung, Provincia de Sumatra Septentrional, Provincia de Riau, Provincia de Sumatra Meridional, Región especial de Yogyakarta |
| Sundaneses                | 36.705               | 15.51      | Provincia de Bantén, Provincia de Java Occidental |
| Malayos                   | 8.754                | 3.70       | Provincia de Bangka-Belitung, Provincia de Jambi, Provincia de Sumatra Septentrional, Provincia de las Islas Riau, Provincia de Riau, Provincia de Sumatra Meridional, Provincia de Borneo Occidental                                                                       |
| Batak                     | 8.467                | 3.58       | Provincia de Sumatra Septentrional, Provincia de las Islas Riau, Provincia de Riau, Yakarta |
| Madureses                 | 7.179                | 3.03       | Provincia de Java Oriental |
| Betawis                   | 6.808                | 2.88       | Yakarta |
| Minangkabau               | 6.463                | 2.73       | Provincia de Riau, Provincia de Sumatra Occidental |
| Bugineses                 | 6.415                | 2.71       | Provincia de Célebes Central, Provincia de Borneo Oriental, Provincia de Borneo Septentrional, Provincia de Célebes Meridional, Provincia de Célebes Suroriental, Provincia de Célebes Occidental                                                                           |
| Banteneses                | 4.642                | 1.96       | Provincia de Bantén |
| Banjareses                | 4.127                | 1.74       | Provincia de Borneo Meridional, Provincia de Borneo Central, Provincia de Borneo Oriental |
| Balineses                 | 3.925                | 1.66       | Provincia de Bali |
| Acehneses                 | 3.404                | 1.44       | Provincia de Aceh |
| Dayak                     | 3.220                | 1.36       | Provincia de Borneo Central, Provincia de Borneo Oriental, Provincia de Borneo Septentrional, Provincia de Borneo Occidental |
| Sasak                     | 3.175                | 1.34       | Provincia de Islas menores de la Sonda occidentales |
| Chinos indonesios         | 2.833                | 1.20       | Provincia de Bangka-Belitung, Provincia de Sumatra Septentrional, Yakarta, Provincia de Riau, Provincia de las Islas Riau, Provincia de Borneo Occidental, Costa septentrional de la Provincia de Java Central y la Provincia de Java Oriental.                             |
| Macasares                 | 2.673                | 1.13       | Provincia de Célebes Meridional |
| Cireboneses               | 1.878                | 0.79       | Provincia de Java Occidental |
| Lampungeses               | 1.376                | 0.58       | Lampung |
| Palembangeses             | 1.252                | 0.53       | Provincia de Sumatra Meridional |
| Gorontalos o gorontaleses | 1.252                | 0.53       | Gorontalo |
| Minahasa                  | 1.240                | 0.52       | Provincia de Célebes Septentrional |
| Nias                      | 1.042                | 0.44       | Provincia de Sumatra Septentrional |

## Distribución étnica
Las barreras montañosas y marinas de las islas han protegido el carácter y las costumbres de muchos grupos étnicos distintos, con grandes diferencias de un valle a otro e incluso de una ciudad a otra. Las etnias más aisladas, que viven en las zonas altas de las grandes islas, Borneo, Sumatra y las Célebes, han permanecido inalteradas hasta hace poco tiempo, de hecho, hasta la llegada de los misioneros cristianos en el siglo XIX. Aun así, cada isla o grupo de islas al este de Java ha mantenido su propio carácter. Algunas islas, como Bali, de larga tradición hindú y budista, difiere notablemente de la mayoría musulmana del país.
Se puede establecer una división de las etnias entre el este y el oeste de Indonesia, y sumar a ello la población originaria de China y los indios y europeos (holandeses descendientes de los colonos) cada vez más numerosos.

#### Islas Occidentales
La población al este del país puede dividirse en tres grupos principales: las sociedades del arroz, los comerciantes de la costa, granjeros y pescadores, y los agricultores autosuficientes del interior que practican la roza y quema. Los primeros, antes hindúes y ahora musulmanes, cultivadores de arroz en Java, Madura y Bali, constituyen los tres quintos de la población del país, con una cultura fuertemente tradicional, formada principalmente por javaneses (un tercio de la población total de Indonesia), sundaneses, madurenses y balineses. El segundo grupo, los pueblos islamizados costeros, son más heterogéneos, e incluyen los malayos de Sumatra y, del sur de las Célebes, los makassareses y los bugis. El tercer grupo, los cultivadores de la montaña, que cambian sus zonas de cultivo cada pocas estaciones y donde el clima no permite el arroz, tienden a ser etnias pequeñas y aisladas, como los batak, toraja, dayak, kayan, ngaju y embaloh. Destacan dos grupos en las islas occidentales, los minangkabau, devotos musulmanes cultivadores de arroz con una sociedad matrilineal, y los menadonenses del norte de las Célebes, una comunidad costera cristianizada.

#### Islas orientales
Los habitantes de esta región se caracterizan por la tradicional división cultural entre la costa y el interior, con pueblos de la playa y pueblos de la maleza. Las islas Molucas cumplen este patrón. Típicos de la costa son los amboneses, que viven en la isla de Ambon e islas vecinas. Esta diferencia es especialmente notable en el oeste de Nueva Guinea, con sociedades comerciales a lo largo de la costa y etnias aisladas en las montañas del interior.

#### Grupos étnicos por regiones

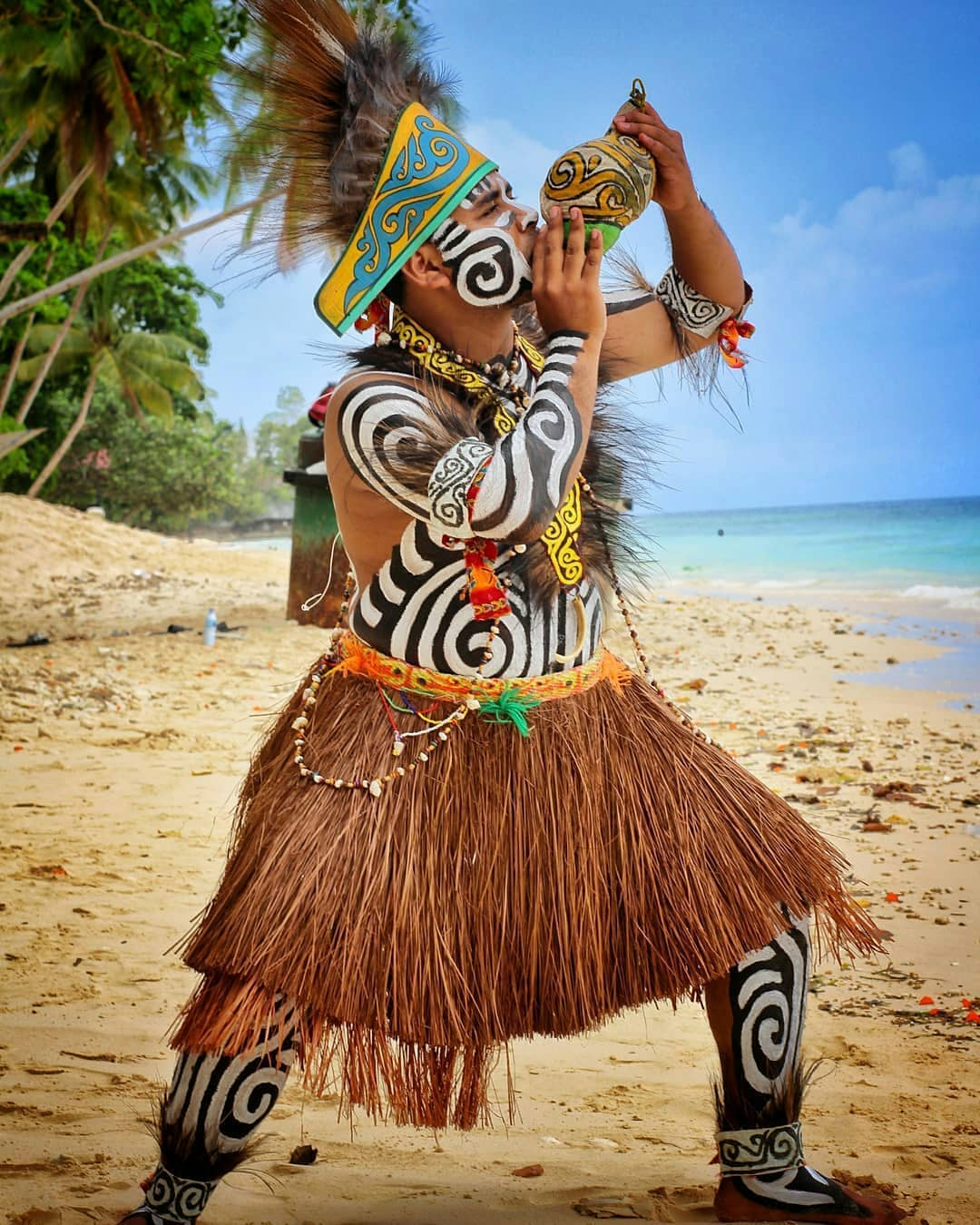
[Vestimenta tradicional del pueblo biak.

Algunos grupos étnicos son "indígenas" de ciertas regiones de Indonesia. Debido a la migración dentro de Indonesia (como parte del programa de transmigración del gobierno o de otra manera), proporciones significativas de esos grupos étnicos residen fuera de sus regiones tradicionales.

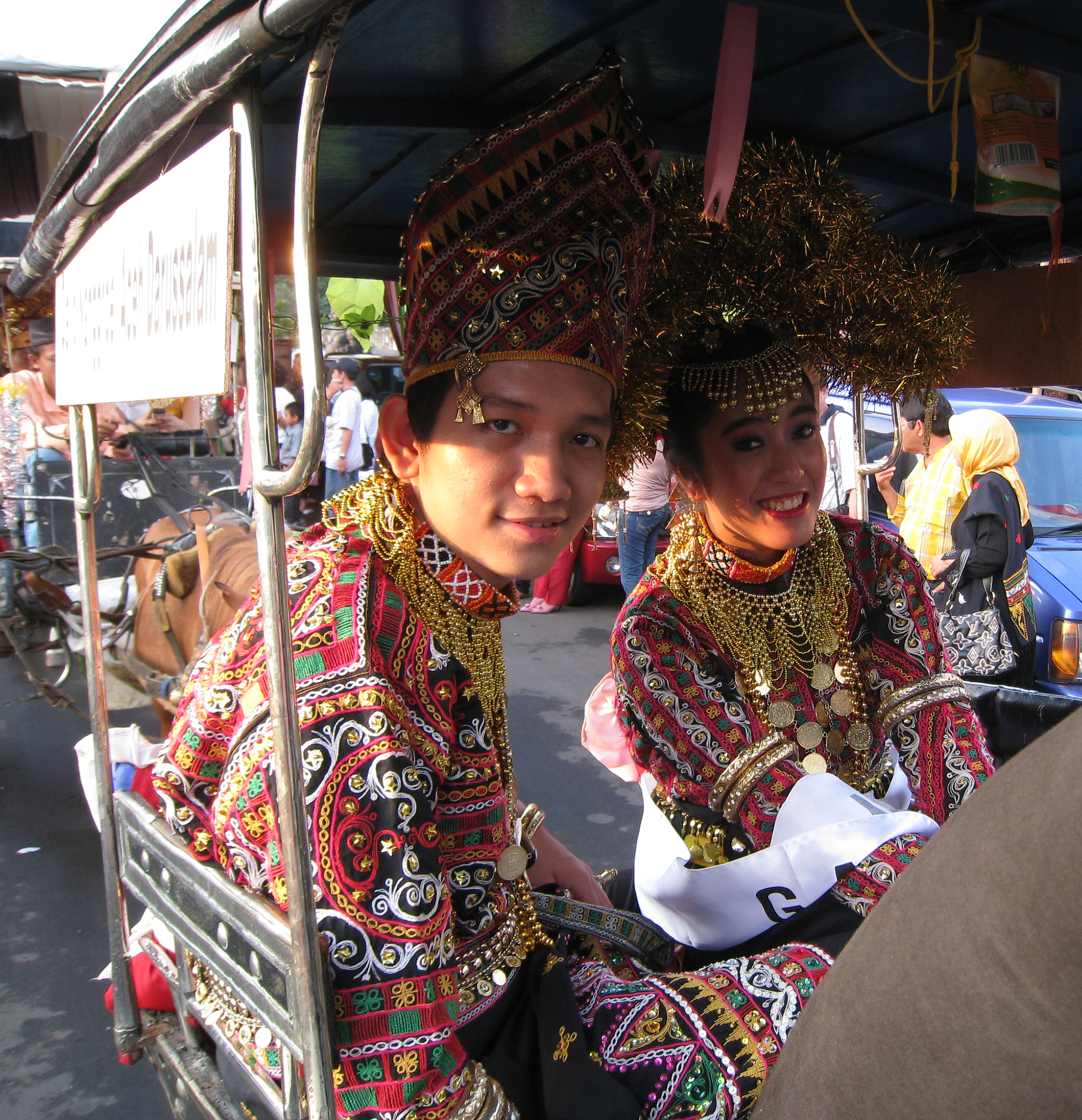
Miembros de la etnia gayo de Sumatra, en traje tradicional.

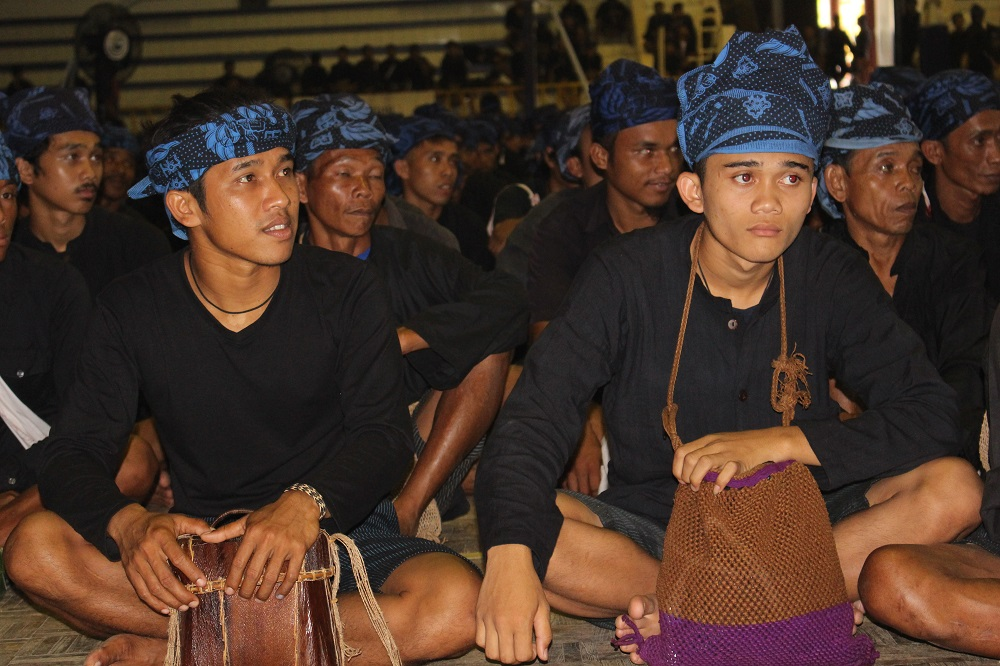
Baduis en Java

- Java: los javaneses con el tercer grupo étnico musulmán más grande del mundo, después de los árabes y los bengalíes. Controlan la mayor parte de los aspectos de la vida social de Indonesia, entre ellas el Gobierno y el ejército. Hay unos 83 millones, la mayor parte en las provincias de Java Oriental y Java Central. El resto, hasta 110 millones, vive en Java Occidental, Sumatra, Kalimantan, Sulawesi y otras provincias. Entre las subetnias javanesas figuran los tenggerese (unos 100.000), los osing (unos 400.000), los banyumasan (unos 9 millones), etc.), Otras etnias de Java son los sondaneses o sundaneses, al oeste de Java (unos 40 millones); los banteneses, en el extremo occidental (unos 4,7 millones en 2010); los badui (unos 27.000); los cireboneses, en Cirebon, al nordeste de Java (unos 309.000 en 2005); los betawi (unos 7 millones); los madureses (unos 6.5 millones en Java), etc.[8] Los baweaneses o boyaneses viven en la isla de Bawean (unos 60.000), al norte de Java.[9]

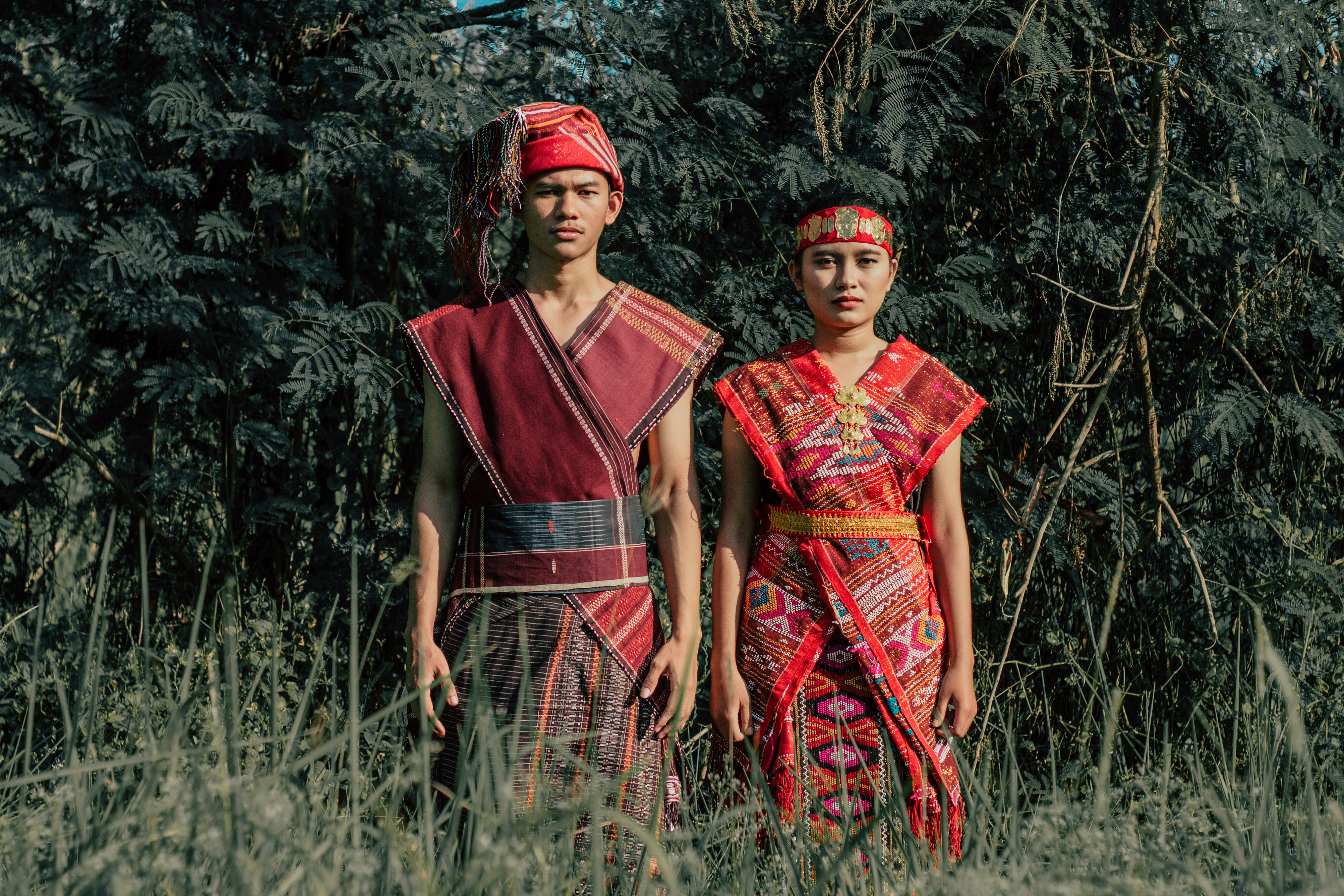
Batak en traje tradicional

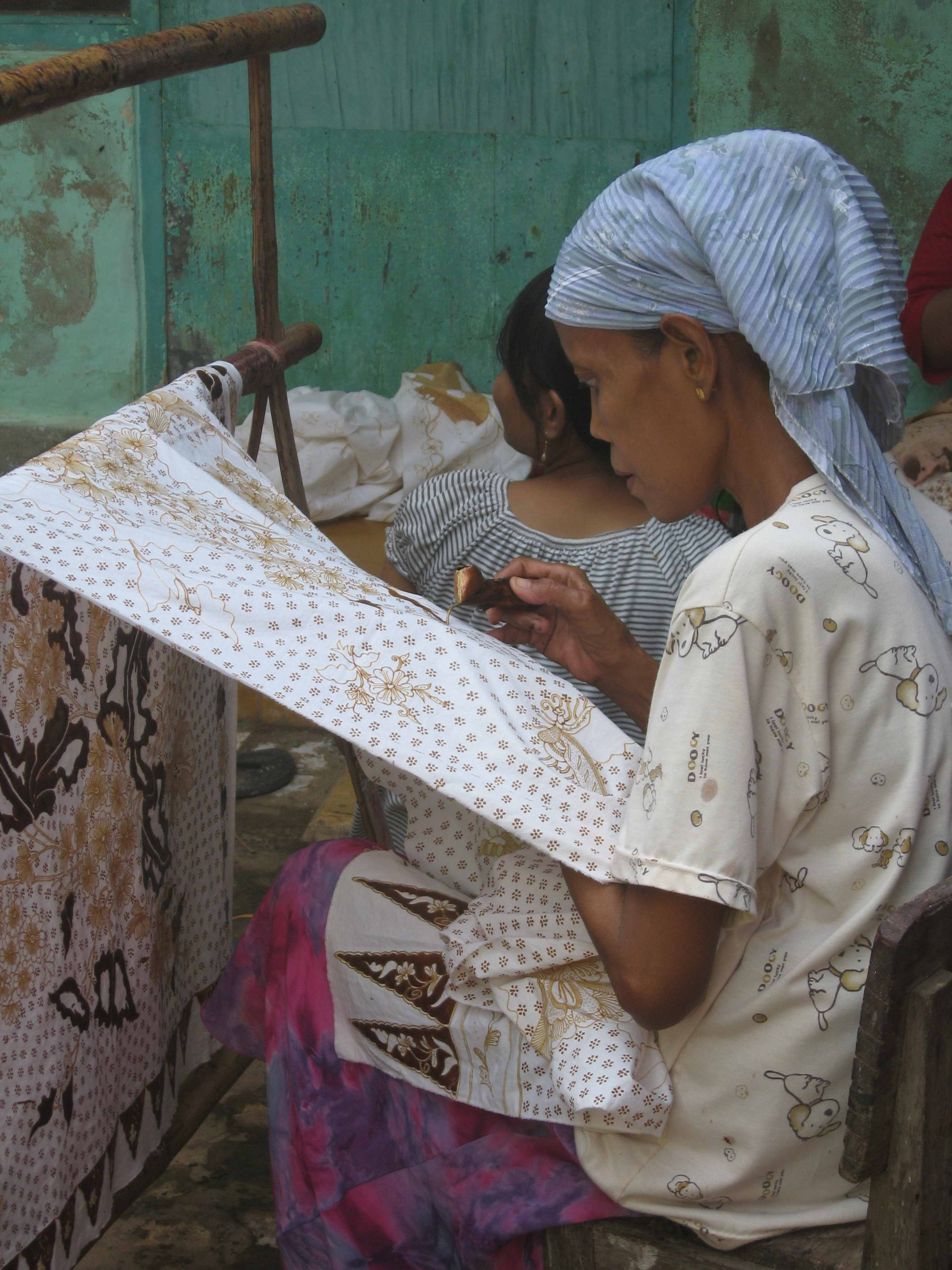
Una fabricante maduresa de batik.

- Madura: En la isla de Madura vive el pueblo madurés, unos 7 millones que ahora están repartidos por Indonesia, aunque la mayor parte, unos 6,5 millones viven en la isla, que pertenece a Java Oriental.
- Sumatra: es la segunda provincia más poblada, con unos 50 millones de personas, el 20 % de la población de Indonesia. La mayor parte vive al oeste de Medan, en la costa nordeste. Sumatra tiene casi cuatro veces el tamaño de Java y menos de la cuarta parte de la población. Los grupos étnicos más importantes son los malayos (8,7 millones en Indonesia); los aceh o achinenses (unos 4 millones); los gayo (unos 340.000); los batak (unos 8,5 millones en 2010), que viven en torno al lago Toba; los kerinci (unos 300.000), que viven en Sumatra Occidental, y los kubu, orang rimba o anak dalam (unos 200.000) en las tierras bajas de la costa oriental. Otras etnias son los alas (unos 300.000 en Aceh); los minangkabau (unos 8 millones en las tierras altas de Sumatra Occidental); los rejang (1,2 millones en Sumatra, la mayoría en Bengkulu); los lampung (unos 45.000 en Sumatra, sobre un total de 1,4 millones en Indonesia), los nias (1,1 millones), los mentawai (unos 65.000 en las islas Mentawai), los engganese (1500-2000 en la isla Enggano), los sekak y otros como los puteh (blancos), un pequeño grupo de criollos, mezcla de colonizadores y malayos.[10]
- Kalimantan: Son las tres cuartas partes de Borneo que pertenecen a Indonesia. En 2020 había unos 16,6 millones de habitantes en las cinco provincias. Entre las numerosas etnias destacan los banjar (unos 4 millones en Borneo); los dayak (unos 3 millones); los javaneses (2,5 millones); los malayos (1,6 millones); los bugineses (1 millón); los madureses (420.000); los chinos (410.000), los kutai (280.000); los sondaneses (160.000); los batak (90.000) y otros (725.000). Con todo, por ejemplo, el grupo étnico de los dayak, en el centro y sur interior de Borneo, se divide en 200 etnias con su propio dialecto, cultura, etc. Los banjareses, en el sudeste, se dividen en tres etnias principales, los pahuluan, los batang banyu y los kuala.

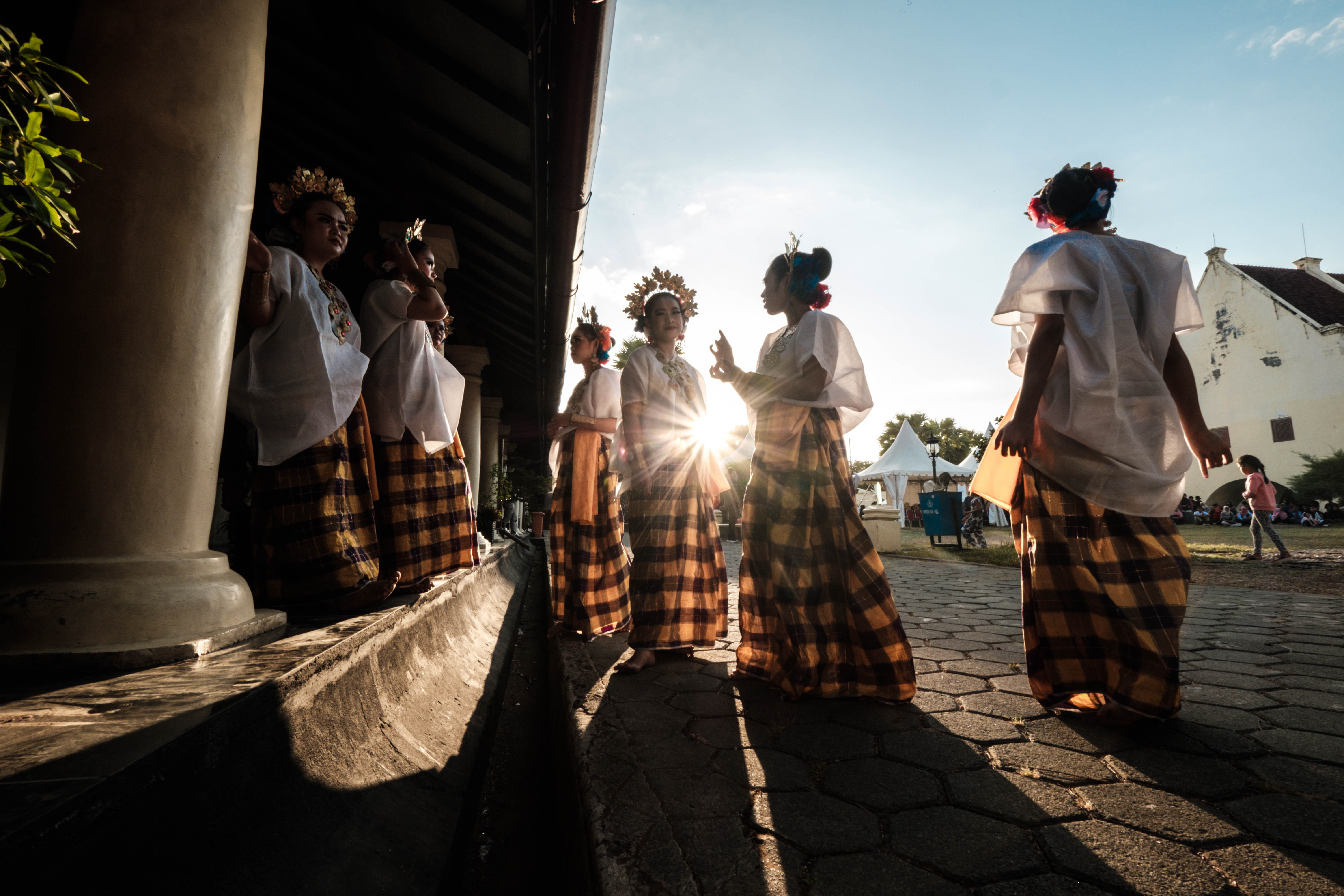
Mujeres bugis vestidas de forma tradicional

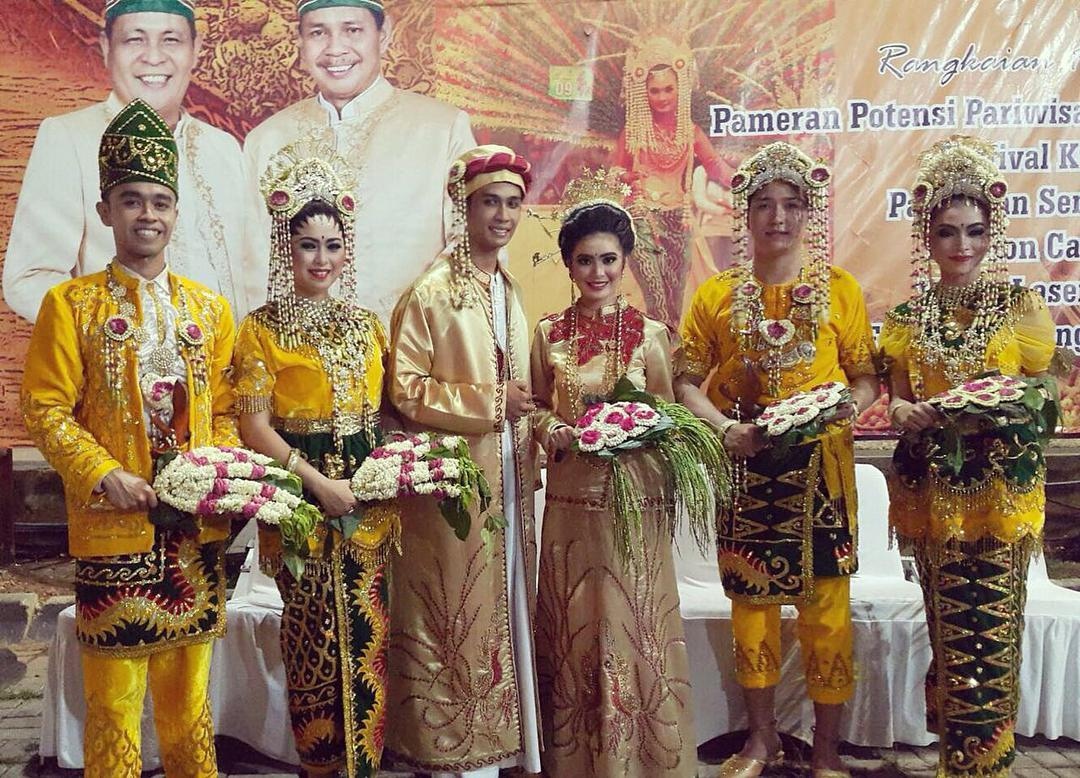
Banjareses de Borneo en vestido tradicional.

- Sulawesi o Célebes: ocupa el 10 % de la superficie de Indonesia y tiene el 7 % de su población. En el norte de Sulawesi viven los bolaang mongondow (1,5 millones), en las tierras altas; los minahasa-sangir (1,5-1,6 millones), vecinos de los anteriores, pero cristianos; los gorontalos (1,4 millones en el noroeste), y los tomini (unos 75.000 en 1980). En el centro de la isla viven los balantak (unos 30.000 en 1980); los banggai (unos 100.000), que viven en las islas Banggai, y los saluan (unos 7000). En el sur, viven los bugineses (6,5 millones); los muna (320.000), en las islas Muna; los toala (unos 50.000);[11] los butoneses (unos 220.000) en las islas de Buton, con el subgrupo cia-cia (60.000), y los macasar (2,5 millones). En la costa de Sulawesi y zonas isleñas se encuentran los samal o bajau (gitanos del mar) (unos 350.000 en Indonesia). Otros pueblos más numerosos que se encuentran en Sulawesi son los mandareses (1 millón, en el oeste), los toraya (unos 650.000 en el centro de la isla), y los sangireses (unos 600.000 en las  islas Sangihe, al norte).[12]
- Islas menores de la Sonda: en el archipiélago, con unos 20 millones de personas, destacan, de oeste a este, las islas de Bali, Lombok, Sumbawa, Flores, Sumba, Savu, Roti, Timor, Atauro, archipiélago de Alor, islas Barat Daya e islas Tanimbar. En Bali hay unos 3,2 millones de habitantes, el 95 % son balineses y el 5 % restante son chinos.[13] Los bali aga, al este de la isla se consideran el pueblo original de Bali. Al este de Bali hay un grupo de islas llamadas Nusa Tengarra que se curvan hacia Australia. Comprenden dos provincias: las Islas menores de la Sonda orientales, unas 550 islas entre las que destacan Flores, Sumba y la mitad occidental de la isla de Timor, y las Islas menores de la Sonda occidentales, que comprende las islas occidentales de la provincia, entre las que destacan Lombok y Sumbawa, menos Bali. Los sasak son el grupo dominante en Lombok, divididos en dos grupos, los wetu telu (unos 30.000) y los waktu lima (3,6 millones). Los aloreses viven en la isla de Alor, donde hay 140.000 personas divididas en 50 tribus que hablan distintos idiomas de siete grupos lingüísticos. Los atoni (840.000) viven la mayor parte al oeste de Timor. Los kedang (30.000) viven en la isla de Lembata. Los rotineses viven en la isla de Roti y al sudoeste de Timor. Otras etnias son los sumbawa (en la isla de Sumbawa, 1,5 millones), los manggarai (unos 725.000, en Flores), los lamaholot (193.000, en Flores), los dawan o atoni (840.000, en Timor), los tetum (500.000 al este de Timor), los helong (unos 20.000 en Timor), los savu (135.000, en la isla de Saijua), los sumba (656.000, en la isla de Sumba), y otros.
- Molucas: los moluqueños son una población total de 2,5 millones de individuos que viven en las Molucas, Yakarta, Java Oriental, Sulawesi Septentrional y Papúa Occidental, y una pequeña población de 70.000 en Holanda. Los moluqueños se dividen en un centenar de etnias, que hablan un centenar de lenguas. En general, se. consideran una mezcla de austronesios, indonesios, malayos y papúas, algunos con orígenes portugueses. Entre las etnias, destacan los alfur o amboneses (unos 260.000 en 2007), nuaulu (unos 7200), manusela (unos 10100 en 2014), wemale (unos 7500), tanimbareses y otros. La región está dividida en dos provincias: en Molucas Septentrional son predominantemente musulmanes, y en Molucas hay cristianos y musulmanes, aunque en el conjunto están casi a partes iguales. Los alfur, alifuru, amboneses o moluqueños (moluqueños del sur en Holanda) viven en la isla de Ambon principalmente. Son una mezcla de etnias. Los ternatan (50.000) y los tidoreses (100.000) viven en dos pequeñas islas del norte de las Molucas; los tobeloreses (20.000) viven en la península norte de la isla de Halmahera, los tanimbareses (60-100.000) viven en el achipiélago de Tanimbar.[14]
- Papúa: es una región multiétnica, multilingüística y multirreligiosa con un elevado índice de migración. Es la que tiene el mayor número de grupos étnicos de Indonesia, con 261 etnias. Consiste en dos provincias, Papúa Occidental y Papúa. En Papúa Occidental, el grupo más abundante son los javaneses, con cerca el 15 %, unos 112.000 en 2010, seguidos de los arfak  (70.000, siempre en 2010), los biak numfor (57.000), los ayfat (46.000), los bugineses (40.000), los amboneses (33.000), los butoneses (32.000), los baham (22.000) y sucesivamente, yapen, mooi, macasareses, kei/evav, tehit, toraya, minahasa, wandamen, irahutu, kokoda, seram, imanwatan, wamesa, flores, sondaneses, batak, ternate (unos 7000), y otros, hasta 400.000. En Papúa, más heterogénea, el grupo dominante son los dani, el 23,3 %, con unos 650.000 miembros (en 2010), seguida de los auwye/mee (320.000), los javaneses (235.000), los biak numfor (146.000), los ngalik (134.000), los asmat (123.000), seguidos de los dauwa, bugineses, yapen, toraya, ketengban, moni, macasares, marind anim, amboneses, butoneses, ngalum, sentani, hupla, waropen, mimika, damal, kei/evav, miinahasa, yaghay y otros, hasta 1,5 millones.[15]

## Etnias no indígenas
A lo largo de la historia de Indonesia, varios grupos étnicos de origen extranjero se extendieron por el país en varias oleadas migratorias y, por lo general, se establecieron en los centros urbanos y rara vez se asentaron en las zonas rurales del país.
- Chinos: la minoría étnica de origen extranjero más importante de Indonesia, con una cantidad oficial de alrededor de 2,8 millones, aunque otras fuentes los estiman entre 2 y 4 millones. Los chinos comenzaron a migrar a Indonesia en el siglo XVI, con oleadas significativas en los siglos XIX y XX. Se concentran principalmente en lugares llamados pecinan (barrios chinos) en las zonas urbanas de Java, con un número significativo en Yakarta, Surabaya, Tangerang, el norte de Sumatra, Riau, las islas Riau, las islas Bangka-Belitung y Borneo Occidental.Actualmente, han convivido pacíficamente con las etnias locales como betawi o batavi, malay, javanesee y sondaneses; y también, pocas ciudades en Indonesia tienen poblaciones chinas significativas que preservan sus vínculos patrimoniales con China. Están repartidos por los archipiélagos de Indonesia y se pueden encontrar cantidades significativas en Palembang, Yakarta, Surabaya y otras ciudades costeras.
- Indios: los indios también se han asentado en el archipiélago de Indonesia; Se concentran principalmente en los centros urbanos, con un número significativo alrededor de Pasar Baru en Yakarta, y el más conocido en Kampung Madras en Medan. Casi el 95% de todos los indonesios indios viven en la provincia de Sumatra del Norte.
- Indos: los indos o euroasiáticos son personas de ascendencia mixta indonesia y holandesa/europea. Surgieron en la era colonial de las Indias Orientales Neerlandesas. Hoy en día, menos de un millón de indonesios con diversos grados de ascendencia mixta pueden rastrear sus antepasados hasta los europeos. Hoy en día, los indios viven principalmente en Yakarta, muchos de ellos con doble ciudadanía, holandesa e indonesia. A partir de 2011, aproximadamente 124000 indos viven fuera de los Países Bajos (incluida Indonesia).[16]
- Mardicas: Su nombre significa "hombre libre" y deriva de la pronunciación holandesa de la palabra malaya "merdeka", que significa "libre". Los antepasados de los mardicas fueron esclavizados por los portugueses en India, África y la Península Malaya. Fueron llevados a Indonesia por la Compañía Holandesa de las Indias Orientales y fueron liberados justo después de establecerse aquí. Durante largos períodos de tiempo, han regresado gradualmente a sus respectivos países de origen. Sin embargo, todavía existen en pequeñas cantidades en la ciudad capital hoy en día y conservan su propia cultura distintiva característica de la gente mardica.
- Japoneses: los japoneses inicialmente emigraron a Indonesia después de la derrota del imperio japonés en la Segunda Guerra Mundial. En los años siguientes, el porcentaje de japoneses disminuyó ya que habían emigrado de regreso a Japón, y solo un pequeño número de ex soldados japoneses permanecieron en Indonesia y se convirtieron en ciudadanos indonesios. El reciente aumento de residentes japoneses en Indonesia ha sido impulsado por el aumento de las empresas y las inversiones japonesas en el país desde la década de 1990, y la mayoría de esos residentes son expatriados que conservan su ciudadanía japonesa. Viven principalmente en Yakarta y Bali.
- árabes: los árabes se establecieron en el archipiélago de Indonesia; Se concentran principalmente alrededor de Pasar Kliwon en Surakarta, también en Yakarta, Surabaya, Malang, Probolinggo

## Lenguas
En Indonesia se hablan cientos de lenguas diferentes, la mayoría de las cuales son lenguas austronesias. Las excepciones se encuentran en el oeste de Nueva Guinea y en las Molucas, donde se usan lenguas papúes. En Java hay tres lenguas principales, el javanés, el sondanés y el madurés, mientras que en Sumatra se hablan docenas, muchos e los cuales se dividen en dialectos. En el este de Indonesia, cada isla tiene su propio lenguaje, no comprendido por sus vecinos. En el interior de Kalimantan (Borneo occidental), las lenguas difieren de un pueblo a otro. Los torayas, que viven al sur de las islas Célebes, hablan varias lenguas.
El lenguaje nacional es el indonesio.